# Ferrari 250 Testa Rossa
Els Ferrari Testa Rossa són les dues sèries d'actuacions de carreres denominats com 500 Testa Rossa i 250 Testa Rossa, que van ser fabricats per l'empresa Ferrari entre els anys de 1956-1958 i 1957-1961 per a les competències del Campionat Mundial Prototips Esportius, per a la categoria de 2.000 cc i 3.000 cc, i amb els quals la Scuderia Ferrari va obtenir els campionats mundials de 1958, 1960 i 1961.

## Història

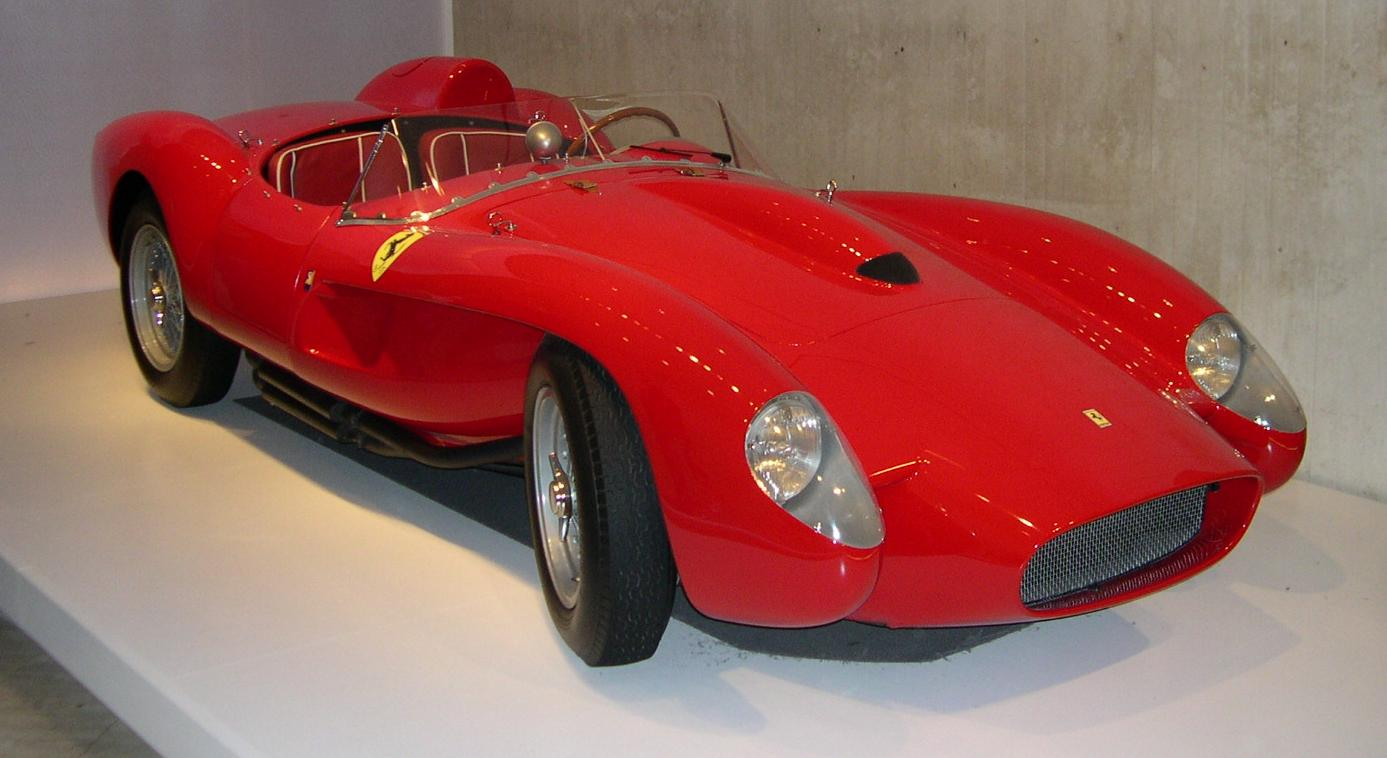
Ferrari Testa Rossa de 1958

L'epopeia de la llegendària Ferrari Testa Rossa va començar amb un acte que no va tenir participacions oficials i solament va estar en mans dels clients de Maranello en 1956. En aquest llavors, Ferrari oferia un cotxe nou amb el cap del motor pintada de vermell, que substituïa el Mondial 500, l'acte amb el qual Ferrari i Alberto Ascari havien obtingut els títols mundials per a actuacions de 2 litres en 1952 i 1953. Era el mateix acte amb motor de 2 litres i de 4 cilindres del Mundial, excepte que els seus components més febles havien estat reforçats i modificats, se li va denominar com Ferrari 500 Testa Rossa.
A finals de 1957, mentre la 500 TR sortia de producció, per substituir als prototips de major cilindrada i en resposta a les noves reglamentacions de la FIA, va fer la seva arribada amb el nou 250 Testa Rossa amb motor de dotze cilindres i 3 litres, sèrie que sens dubte va ser el més famosa de les dues i que ha cobert amb el seu nom un halo llegendari en l'àmbit automobilístic.
Desenvolupat per a la temporada 1958, el 250 Testa Rossa va ser dissenyat tant per la Scuderia Ferrari com per als equips privats. L'elecció del motor va ser el factor més crític, ja que la Comissió Esportiva Internacional (CSI) en els seus reglaments per a la categoria de Sport-Prototips, havia limitat la grandària del motor a una cilindrada de 3.000 cc en un intent de frenar l'increment de les velocitats amb motors de més capacitat. Ferrari tenia dues opcions que podien adaptar-se al seu nou cotxe esportiu i aquestes es van posar a prova en 1957. D'inici, en Ferrari es va pensar en l'opció d'un V6, que era una petita versió del V12 de quatre lleves, que va ser muntat en dos prototips especials, però que cap d'ells van ser triats. En canvi, triat va ser el V12 SOHC de Gioacchino Colombo que havia estat ja utilitzat en les Berlinettas 250 GT i hi havia ja demostrat la seva fiabilitat i capacitat en les victòries consecutives del Tour de França.
Així, el 26 de maig de 1957, en els 1000 km de Nürburgring, un prototip 250 TR, que era un xassís d'un 290 MM equipats amb un motor de 12 cilindre Twin Cam, va fer la seva aparició, malgrat un acompliment modest, Master Gregorio i Carlo Morolli van aconseguir la desena posició. Després, juntament amb un altre prototip marcat amb el número 0704 i carrozado per Scaglietti, que muntava un motor derivat directament de la GT 250 i acoblat a un xassís de 500 TRC, van lluir bé en les 24 Hores de Le Mans, abans que els dos es veiessin obligats a retirar-se.

## Desenvolupament

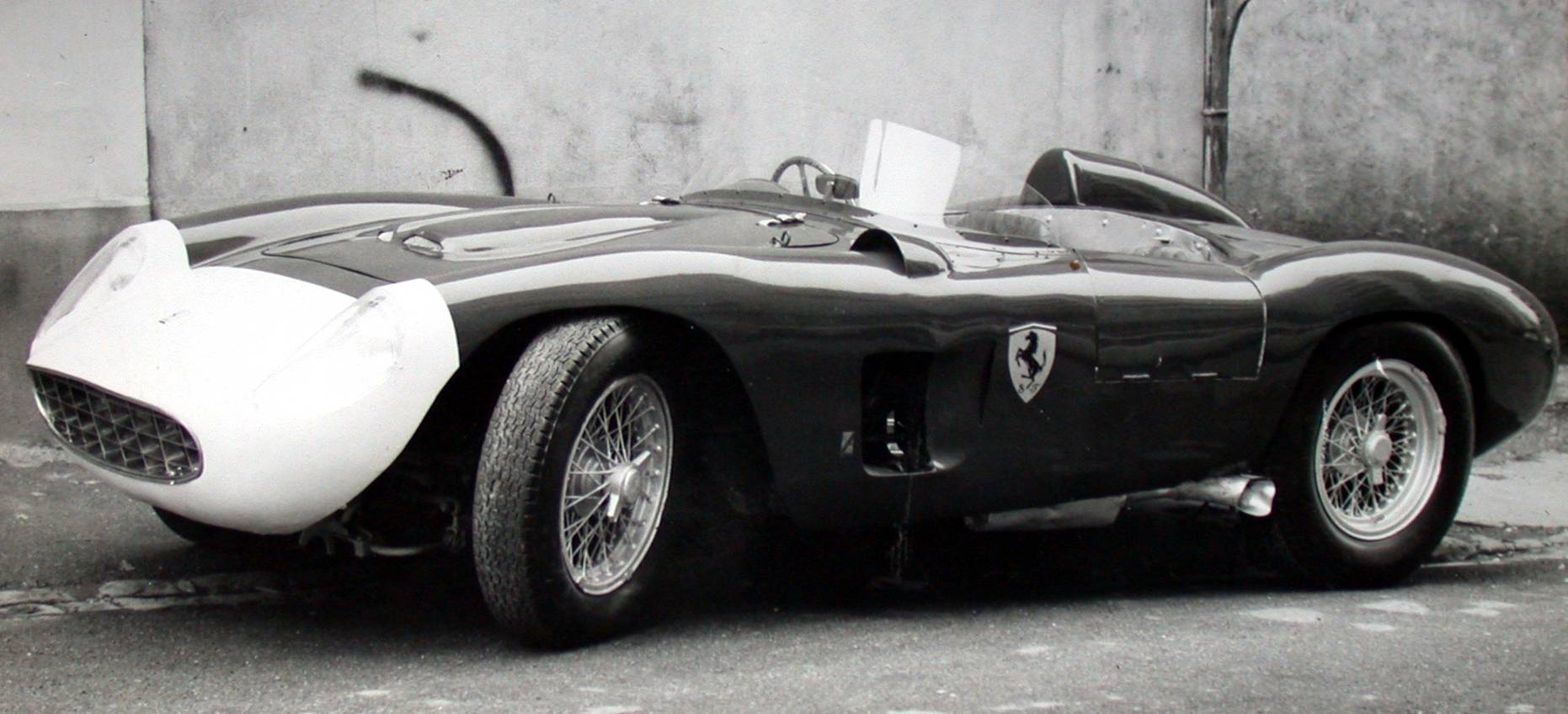
Ferrari 500 Testa Rossa.

### 500 TR
El xassís d'aquest nou acte ho conformaven travessers i transversals tubulars, amb suspensió davantera independent de quadrilàters deformables i ressorts helicoidals, suspensió posterior amb pont rígid i ressorts helicoidals en lloc de la tradicional ballesta.
El motor, muntat en la part anterior, era del dissenyat d'Aurelio Lampredi, de 4 temps i 4 cilindres en línia, amb 90X78 mm. de diàmetre i carrera, desplaçament total 1.984,35 cm3, 496,21 cm3 de cilindrada unitària, potència màxima de 180 CV a 7.000 rpm amb una relació de compressió de 8.5:1 i 190 CV a 7400 rpm amb 9.1:1; monoblock i cap en aliatge lleuger, arbre de lleves en acer fos especial, distribució amb doble arbre de lleves amb dues vàlvules al capdavant per cilindre; alimentació per aspiració atmosfèrica amb 2 carburadors Weber 40 DCO/3 i carburant gasolina; encès amb doble distribuïdor; lubricació a força de cárter sec i refrigerat per aigua.
La transmissió és a les rodes posteriors, embragatge de disc múltiple sec, caixa del canvi de quatre velocitats més reversa sincronitzades marca Porsche amb relació d'engranatges variable; adreça és cargol sense fi en sec.
Pel que fa al frenat, est va ser àdhuc amb tambors en les quatre rodes amb comandament hidràulic i fre de mà en les rodes posteriors. El sistema elèctric era de 12 volts amb generador.
El carrosser Pinin Farina va dissenyar per a aquest model la clàssica 'barcheta' (també se li denomina Spyder), amb una carrosseria amb una bella línia que flueix per dues reposacaps posteriors aerodinàmics que s'allotjaven al llarg de la coberta posterior de l'acte, corresponent la construcció a la companyia Scaglietti. En aquesta nova carrosseria, a més dels reposacaps, resultaven notòries les dues ranures, una a cada costat, allotjades en els laterals dels guardafangs de les rodes davanteres, que permet que l'aigua desplaçada pel moviment dels pneumàtics, drenés cap a fora del cos de la carrosseria, desallotjant grans quantitats d'aigua que d'una altra manera s'haurien acumulat a l'interior del guardafangs comprometent seriosament l'eficiència del sistema de frens.
Les dimensions resultants, van ser, la clàssica distància entre eixos de 2,250 mm. de Ferrari per als seus prototips, amb un ample de via al capdavant d'1,308 mm., i un ample de via posterior 1,250 mm, l'acte amb un pes en buit 680 kg., i va portar pneumàtics anteriors 5.50X16 i 6.00X16 posteriors, amb un dipòsit de combustible 120 litres o 150 per a carreres de llarga durada.
Les seves prestacions van ser una velocitat màxima 245 km/h i 260 km/h per als últims models.
Aproximadament 20 d'aquests models van ser construïts i tots van ser venuts a clients de Ferrari, de tal forma que l'equip oficial de Maranello no va participar en cap carrera amb ells.
Per 1957, amb la finalitat de tenir un cotxe amb motor de 2 litres que complís la nova "Secció C" del Reglament del Campionat Mundial d'Esport Prototips, el 500 TR va ser actualitzat, el model de Ferrari, va rebre una ampliació de cabina, se li van afegir portes (algunes carrosseries dels primers models, no comptaven amb portes o solament comptaven amb la del costat del conductor), se li va instal·lar un nou parabrisa més alt i per a les dues places, i el dipòsit de combustible va ser muntat en l'exterior del compartiment de passatgers. El xassís deriva del Monza 860, mentre que per a les suspensions es proporcionen ressorts helicoidals en les quatre rodes, incloent un pont posterior rígid en lloc del més modern pont De Dion. La carrosseria corresponia a un disseny de Scaglietti.
Algunes actuacions van rebre encara més modificacions, com l'inscrit per l'equip N.A.R.T en les 24 hores de Le Mans de 1958 per als germans Rodríguez i que finalment va ser conduït per Pedro Rodríguez i Jean Bertha, comptaven amb el nas molt particular del 250 Testa Rossa.
El Ferrari 500 TRC va ser l'últim model de l'Escuderia a muntar un motor de quatre cilindres, ja que posteriorment, aquest mateix acte comptava amb un motor de 6 cilindres amb 2 litres de desplaçament.

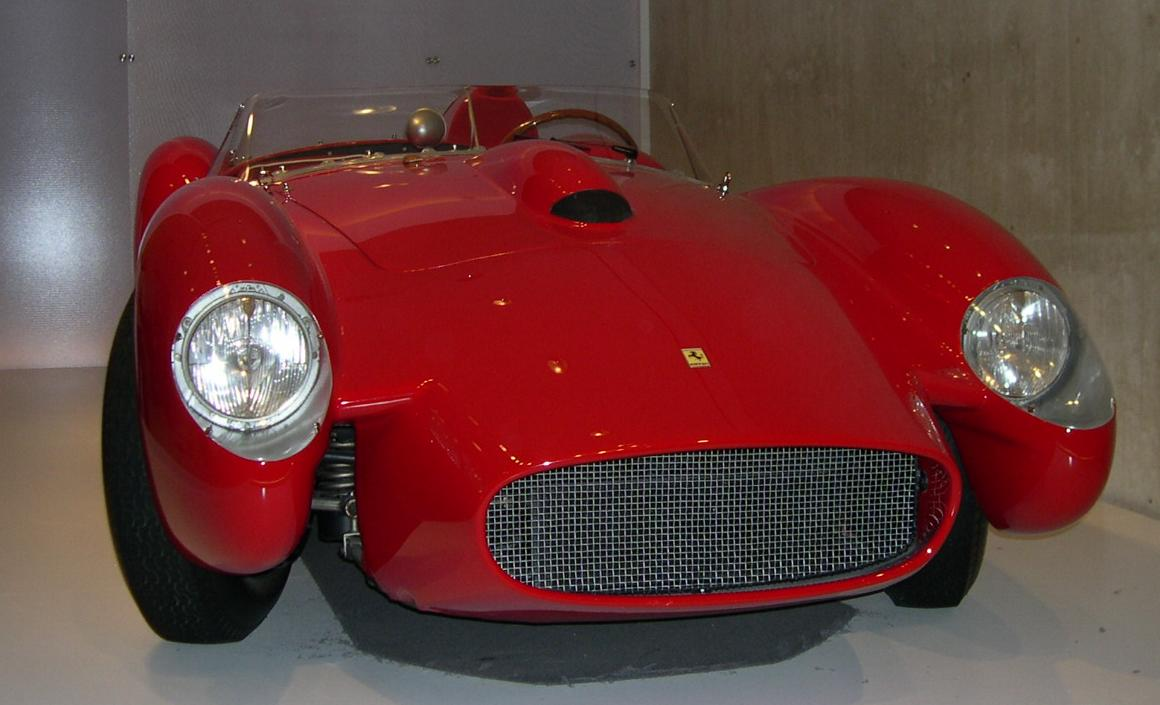
Frontal del Ferrari 250 TR58.

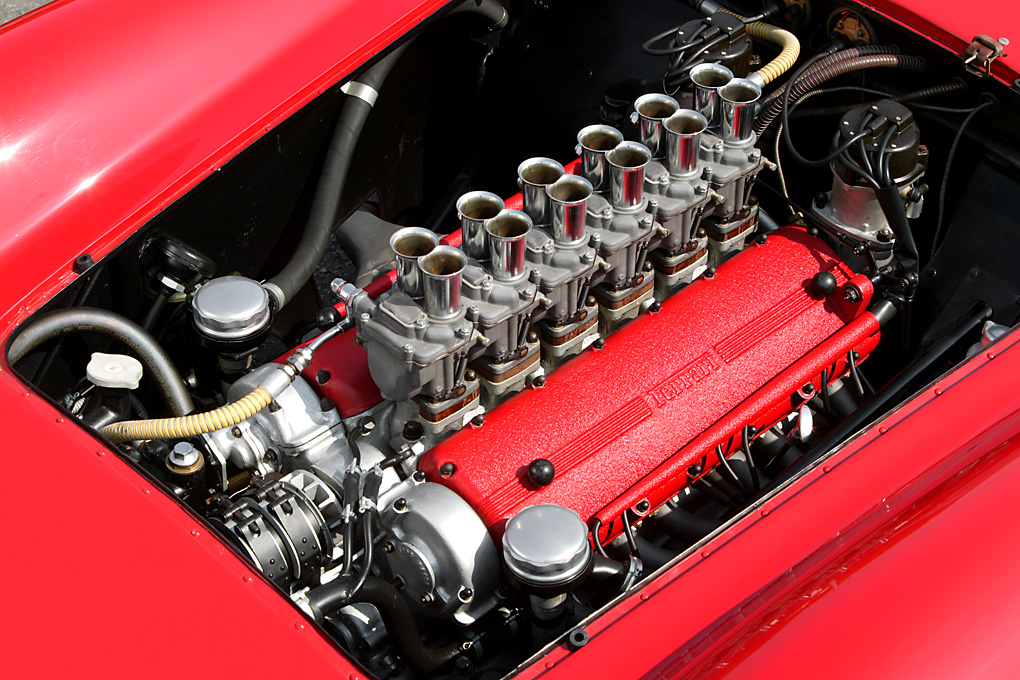
Motor Ferrari V12 Testa Rossa.

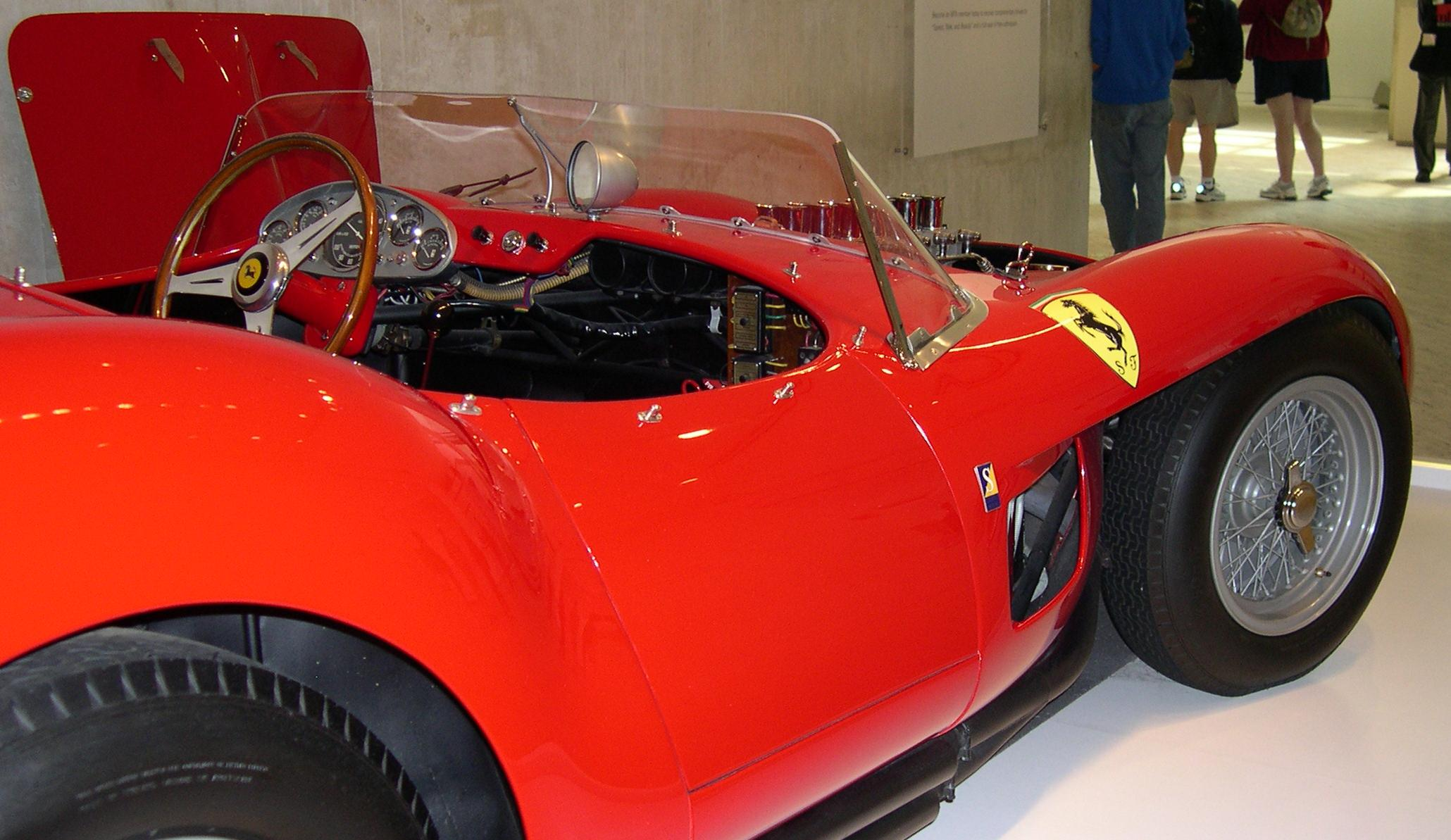
Ferrari 250 TR58.

### 250 TR
Oficialment, el 250 TR en la versió de client, es va presentar el 22 de novembre de 1957 durant una conferència de premsa. El projecte estava a càrrec de Carlo Chiti sota la supervisió d'Enzo Ferrari. Van existir dues versions, una per als equips privats clients de Ferrari i una altra per a les actuacions que correguessin oficialment per la Scudería. Tots els cotxes dels clients van comptar amb un xassís similar a la 500 TR que va conservar l'eix posterior rígid.
El 250 Testa Rossa, va comptar amb un xassís multi-tubular, suspensió frontal independent amb ressorts helicoidals, coixinets de sobrecàrrega i amortidors telescòpics, suspensió posterior independent tipus De-Dion (en el cas de les actuacions oficials) amb ressorts helicoidals i amortidors telescòpics; el motor que complia amb les regulacions per a la temporada 1958, es va muntar en la part anterior de l'acte i era un 4 temps de 12 cilindres en V a 60 graus, amb diàmetre i carrera de 73×58.8, un desplaçament total de 2.953,21 cm3 i cilindrada unitària de 246,19 cm3, amb una potència de 290 hp a 7,500 rpm amb un radi de compressió 9.8:1 i 300 hp. a 7,200-7,500 rpm amb un radi de compressió de 9.3:1; block i culata d'aliatge lleuger, arbre de lleves en acer fos especial, caps de cilindres en aliatge lleuger, cambra de combustió hemisfèrica, cigonyal amb 7 suports, distribució SOHC (arbre de lleves al capdavant simple) accionada per cadena, 2 vàlvules al capdavant per cilindre, alimentació atmosfèrica amb 6 carburadors Weber de doble cos invertits tipus 38 DCN o 40DCN-42DCN segons la carrera, de gasolina i amb sistema d'ignició de doble distribuïdor, amb lubricació de cárter humit i refrigerat per aigua. Comptant amb sistema elèctric de 12 volts amb generador.
La transmissió anava a les rodes posteriors, amb embragatge sec multidisc, caixa d'acoblada al motor amb 4 velocitats i reversa i amb 5 o 6 segons el circuit, amb possibilitat de canvi d'engranatge i diferencial acte bloquejant; adreça amb engrani i frens de disc en les quatre rodes amb dues mordasses accionat hidràulicament i fre de mà en les rodes posteriors. Per 1959, el Testa Rossa va comptar amb una caixa del canvi Colotti de magneci, situada en posició trasaxle, així com frens de disc en les quatre rodes marca Dunlop i pneumàtics Dunlop en lloc dels Englebert de la temporada anterior.
La carrosseria de Scaglietti en alumini, amb volant a la dreta o a l'esquerra, tenia una forma molt particular, molt aerodinàmica, amb el nas molt llarg i pronunciada cap a davant, sobresortint dels guardafangs, que van ser separats de la calandra en la part inferior a fi que els espais que es van formar, permetessin un millor refredament dels tambors de fre.
Per a la temporada de 1958 la fàbrica va utilitzar els dos prototips actualitzats i dos més es van fabricar, construint-se a més 19 unitats per als clients de Ferrari.
Si la forma de la carrosseria era sorprenent i emocionant en les actuacions de 1958, aquests eren inestables a altes velocitats. Per corregir l'aerodinàmica, en les actuacions de 1959, Ferrari va modificar el disseny, ara estava dissenyada per Pininfarina i construïda per Medardo Fantuzzi, per oferir la carrosseria que era un disseny completament tancat en la part frontal que es muntava en un nou xassís tubular. Els guardafangs davanters també inclouen els fars; els tubs de fuita, agrupats de dues en dues, sobresortien immediatament darrere de les rodes davanteres i acaben amb un con truncat. El guardafangs posterior segueix una línia gairebé horitzontal i acaba en unes aletes lleugerament pronunciades en les quals s'allotjaven les llums posteriors.
El lloc de conducció que ara estava sol a la dreta, estava situat darrere d'una bombolla de persigles transparent que cobria les trompetes d'aspiració del motor. Els canvis substancials també van ser mecànics i el motor va ser desplaçat notablement a l'esquerra. El 250 TR del model 59 estava reservat només per als pilots oficials de la Scudería Ferrari i solament es van construir 5 unitats, no obstant això, els equips privats van continuar competint amb el model de 1958.
A l'any següent la Testa Rossa va ser novament actualitzada, el sistema de lubricació a cárter sec es va estendre a totes les actuacions turisme. Estèticament la 250 TR de 1960 es reconeix pel parabrisa més alt (25 cm) en compliment a les noves disposicions de la Comissió Esportiva Internacional. A més canvio la seva denominació a 250 TRI 60 a causa de la modificació de la suspensió posterior que ara era independent en les dues rodes. El 250 TRI 60 es distingeix també per la tapa del maleter i per la incorporació del tap de tancament ràpid del dipòsit del combustible, incorporat en el reposacaps.
En 1961, el Testa Rossa era àdhuc competitiu. Cotxes nous van ser preparats per a aquesta temporada els quals estaven marcats per les sigles TRI 61. Un nou enfocament d'estil va néixer amb ells. La forma de la Testa Rossa 1961 era ara molt diferent a les dels models anteriors, amb una cua decididament curta i amb la presa d'aire frontal partida, a l'estil d'un cotxe de Fórmula 1 en aquest moment.
En els anys de producció del 250 Testa Rosa de 1958 1961, van ser construïdes trenta-quatre actuacions i gairebé tots ells tenien algunes diferències d'uns i uns altres hagut d'això al fet que com a cotxes de carreres, van ser realitzats d'acord amb les necessitats del client al que estaven destinats.
En 1962, ja amb la fabricació del 250 Testa Rossa, es va registrar una última aparició d'un Testa Rossa en les 24 Hores de Le Mans, amb les sigles TRI 330 LM.

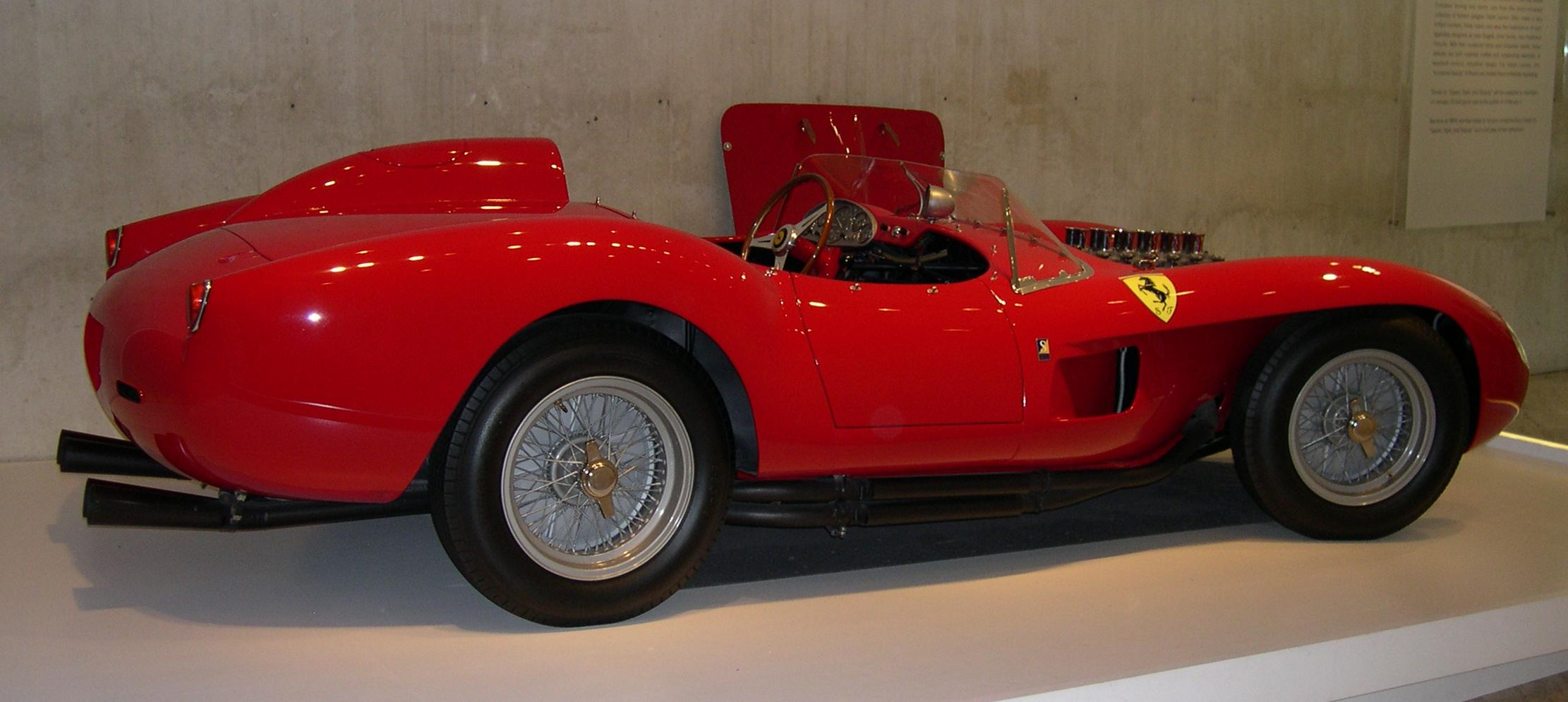
Carrosseria del 250 TR58

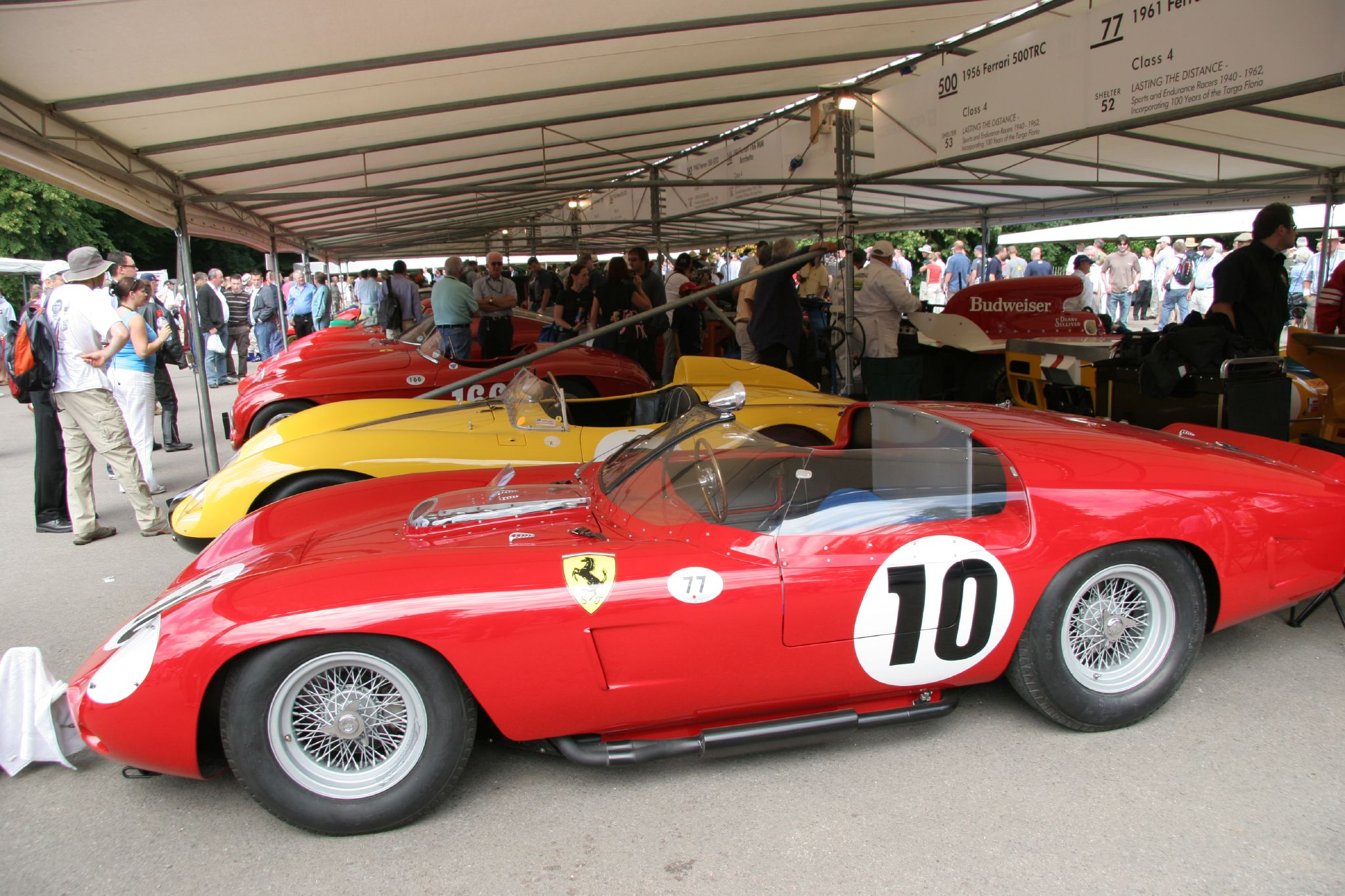
Carrosseria del 250 TR61

## Carrera esportiva

### 500 TR
Esportivament, el cotxe aviat va demostrar el seu valor l'11 de març de 1956 a Dakar en guanyar en la categoria de 2 litres amb el pilot va ser Jacques Swater i el 24 de març es va tornar a guanyar les 12 hores de Seabring; carrera en la qual, quan es van donar a conèixer els registres de participants internacionals per a les classificacions de la carrera a Florida, prova del Campionat Internacional, a més d'un Jaguar D, un Maserati 3-litres, un Chevrolet i un Aston Martin DB3, hi havia tres actuacions de l'Escuderia Ferrari de 3.5 litres, un d'ells el 875 S de 1955 del Marquis de´Portago, i cinc més d'escuderies privades, dues dels quals eren els nous 2 litres 500 TR. La carrera va ser emocionant i d'un en un, els rivals de Ferrari van ser quedant eliminats gradualment fins que, al final va ser el Ferrari de Fangio-Castelloti, els qui trencant el rècord de distància i velocitat mitjana es van adjudicar la prova, mentre que Rubirosa-Pauley, en les seves 500 TR guanyaven en la seva categoria.
Un altre triomf una miqueta especial es va registrar en la carrera dels 100 quilòmetres de Paris, on Anna Maria Peduzzi i Gilberte Thiron, un equip Italo_Belga de dones, van apuntar una altra victòria per a Ferrari 500 TR.
En la carrera de Le Mans de 1956, hi havia 3 500 TR inscrits però, en una carrera que solament van acabar 14 actuacions, cap dels tres la va concloure, en canvi en el mes de juny de 1957, un 500 TR inscrit en les 24 Hores de Le Mans per l'equip Belga Ecurie Francorchamps que van manejar Bianchi-Harris va aconseguir obtenir el 7° lloc absolut per darrere 6 actuacions amb motors de més de 3 litres. Altres dos inscrits, un per a la parella dels francesos Tabano-Peron abandono després de córrer per 23 hores i 23 minuts, i 
l'altre per a la parella del francès Picard i el nord-americà Guinter també abandó.
Després, en l'IV Gran Premi de 'Supercortemaggiore' destinat per a cotxes amb motors de menys de 2 L, que es va celebrar a Monza el 24 de juny de 1956, va haver-hi diversos privats 500 TR i 500 Mondial, 4 d'ells oficials, així com un nombre igual de Maserati. Al final, després dels 1000 km amb què explicava la prova, Collins-Hawthorn guanyar amb la seva Testa Rossa, enfront de Moss-Perdisa en la seva Maserati, seguit d'altres dues 500 TR, manejats per Fangio-Castelloti i Genderbien- de´Portago.
Les actuacions de Ferrari 500 TR i 500 TRC en mans dels equips privats a tot el món durant els anys 1956 a 1958 van ser molts i existeixen actualment varis d'aquests models que es conserven en excel·lent estat en mans de col·leccionistes.

### 250 TR
El debut del nou acte de la Casa de Maranello es va registrar el 26 de maig de 1957 en els 1000 km del Nürburgring. La carrosseria del nou prototip era gairebé idèntica a la de les actuacions de 4 cilindres i 2 L i en el nou acte solament s'observava la presència d'un gep al centre del capó, que cobria el motor de 12 cilindres i 3 litres.
Per a l'any següent, ja amb la carrosseria dels primers models, la brillant carrera del 250 Testa Rossa es va iniciar guanyant, el 26 de gener de 1958, la prova Argentina dels 1000 km a Buenos Aires, primera ronda del Campionat Mundial, en la qual s'alineaven tres 250 TR de la Scuderia Ferrari; triomf que es repeteix per a la segona data, en la carrera nord-americana de les 12 Hores de Sebring, novament amb Collins/Phil Hill com a pilots.
El 21 de maig de 1958, l'italià Luigi Musso i una vegada més el belga Oliver Gendebien, són els encarregats de portar el 250 TR58 al primer lloc de la Targa Florio, amb dues actuacions més d'equips privats acabant en tercer i cambra.
En les 24 Hores de Le Mans última ronda del campionat, Ferrari ja havia guanyat el títol de Campió del Món de Resistència (també conegut com a Campionat d'Actuacions Esportius i Prototips) i va aparèixer en la carrera amb tres TR 250 oficials i set privats. Una persistent pluja va dificultar la carrera i ha causat nombrosos accidents que van eliminar molts dels competidors; finalment Gendebien-Hill que lideraven la carrera des de la tarda, es van portar la prova.
L'any de 1958 va ser el millor pels 250 TR, ja que de les 5 proves del campionat, Ferrari va guanyar 4, perdent tan sol els 1000 quilòmetres de Nürburgring on va guanyar Aston Martin, deixant el campionat amb 38 punts per a Ferrari, 19 per Posche i 18 per Aston Martin.
En les 12 hores de Sebring, primera prova del Campionat Mundial de 1959, la Ferrari 250 TR, de Hill-Gendebien, d'adjudicava la victòria. La segona carrera del campionat en la Targa Florio, realitzada el 24 de maig, on els tres 250 TR inscrits no van acabar, va ser guanyada pel Porsche 718 RSK Spyder dels alemanys Edgar Barth i Wolfgang Seidel i en la tercera prova, els 1000 quilòmetres de Nürburgring, la victòria va correspondre a Estirling Moss i Jack Brabham amb un Aston Martin DBR1 per davant de dos Ferrari TR59, amb la qual cosa Ferrari acaba la temporada en un segon lloc, ja que la prova de Le Mans, que va ser guanyada per Aston Martin, que guanya així el campionat, hi havia tres 250 TR59 Oficials i quatre 250 TR58 d'equips privats, però cap d'ells va concloure la prova, havent-se de conformar Ferrari amb un tercer lloc, però en aquest cas per una berlinetta 250 GT LWB.
Per al següent any de 1960, ja amb la nova actualització de l'acte, Ferrari guanya la carrera inicial del campionat a Buenos Aires Argentina, pels 1000 quilòmetres, la Scuderia inscriu actuacions de model 250 TR59/60 i aconsegueix guanyar amb el conduït pel britànic Cliff Allison i el nord-americà Phil Hill.
Ferrari decideix no fer córrer als 250 TR en la Targa Florio que es corre el 8 de maig, i decideix inscriure als Dino 246 S amb motor de 2,417 cm3, que resulten mes maniobrables i adequats per al traçat sinuós de la prova italiana, però la carrera és guanyada pel Posche 718RS60 Spyder de Bonnier-Herrman amb un motor de menys de 2 litres, quedant les Ferrari de von Trips-Hill en segon i de Mairesse-Scarfiotti en cambra, amb d'altres Porsche en la tercera i cinquena posició.
Després del fracàs de l'any anterior en Le Mans, que és la següent prova del campionat i es corre el 25 de juny, Ferrari alinea en forma oficial dues 250 TR59/60, un 250 TR60 i un dels nous, però no provats, TRI60 que seria manejat per la parella de Pedro Rodríguez i Ludovico Scarfiotti, amb un altre més 250 TR59 inscrit per l'equip NART, obtenint la victòria un dels TR59/60 piloteado per Frere-Gendebien, amb el TR59 de l'equip estatunidenc amb el pilot mexicà Ricardo Rodríguez i el belga Andre Pilette, sense que cap dels restants pogués acabar, però aconseguint una aclaparadora victòria Ferrari, en col·locar de la cambra al setè lloc, quatre de les noves berlinettas 250 GT SWB d'equips privats de la categoria Gran Turisme. Adjudicant-se novament el Campionat Mundial de Sport Prototips, també conegut com a Campionat Mundial de Resistència.
En 1961 Ferrari guanya per segon any consecutiu el Campionat Mundial de Resistència, en adjudicar-se les seves 250 TR61 tres de les quatre proves que ho integren, iniciant amb les 12 Hores de Sebring que guanyen Hill-Gendebien, seguint amb la Targa Florio que es corre el 30 d'abril, però en la qual una altra vegada Ferrari inscriu, com a actuacions principals, als Dino 246P de 6 cilindres en V i motor central, i en la qual solament hi ha un 250 TR61 inscrit per Mairesse-Rodríguez-Rodríguez que no aconsegueix acabar la prova. Aconseguint la victòria amb l'acte de von Trips-Gendebien.
Gairebé amb el títol d'aquest any guanyat, Ferrari solament inscriu per les 24 Hores de Le Mans dues 250 TR61 oficials, amb un més inscrit per l'equip NART per als germans Rodríguez, que resisteix fins a l'hora 23 en la qual es veuen obligats a retirar-se per problemes en el motor. En finalitzar la carrera els 2 Testa Rossa oficials aconsegueixen el «un dos» amb Gendebien-Hill i Mairesse-Parkes.
Com a dada curiosa s'ha de, en aquesta carrera a més de set 250 GT SWB privats, s'inscriuen un 250 GT/TR SWB experimental i un Ferrari 246 SP, on s'observa el canvi que s'aveïna en la utilització d'actuacions de carreres amb motor central posterior.
Amb les noves reglamentacions imposades, els Testa Rossa, dels quals es van construir un total de 34 unitats, acaba la seva etapa de construcció i carrera oficial contribuint a aconseguir per a Ferrari el campionat Mundial de Resistència en els anys de 1958, 1960 i 1961, tenint-se una última aparició d'un acte amb la denominació Tessta Rossa i derivat del 250, en les 24 Hores de Le Mans de 1962, on els famosos Gendebien-Hill aconsegueixen guanyar la prova amb el Ferrari 330 TRI LM.

## Per a més informació
- Finn, Joel E. Ferrari Testa Rossa V-12.  St. Paul, Minnesota: Motorbooks International, 2003. ISBN 0760317356. Una història completa del 250 Testa Rossa, incloent el procés de disseny i desenvolupament, resultats de curses i històries de xassís individuals